# Geranium thunbergii
Geranium thunbergii là một loài thực vật có hoa trong họ Mỏ hạc. Loài này được Siebert ex Lindl. & Paxton mô tả khoa học đầu tiên năm 1851.

## Hình ảnh

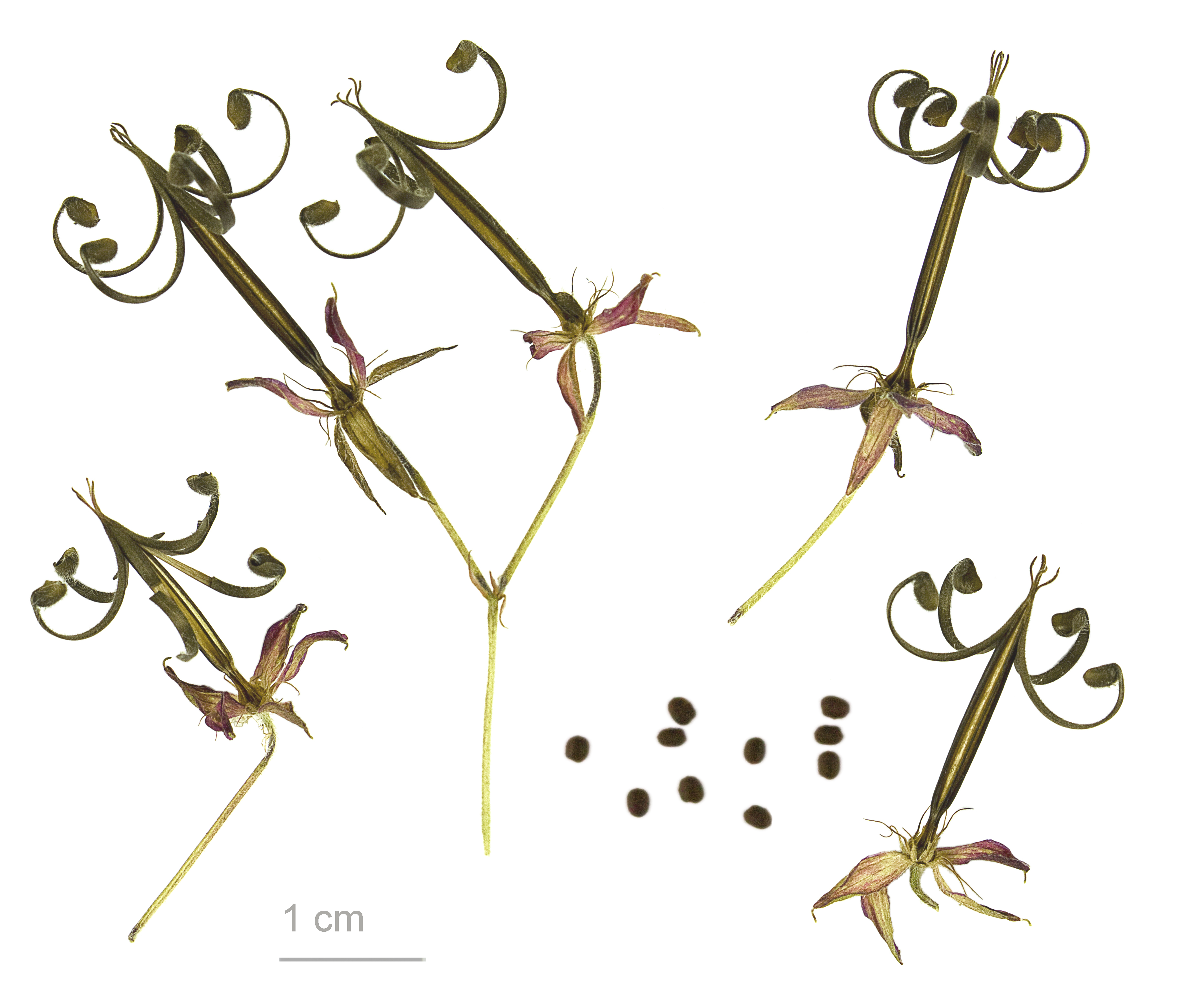
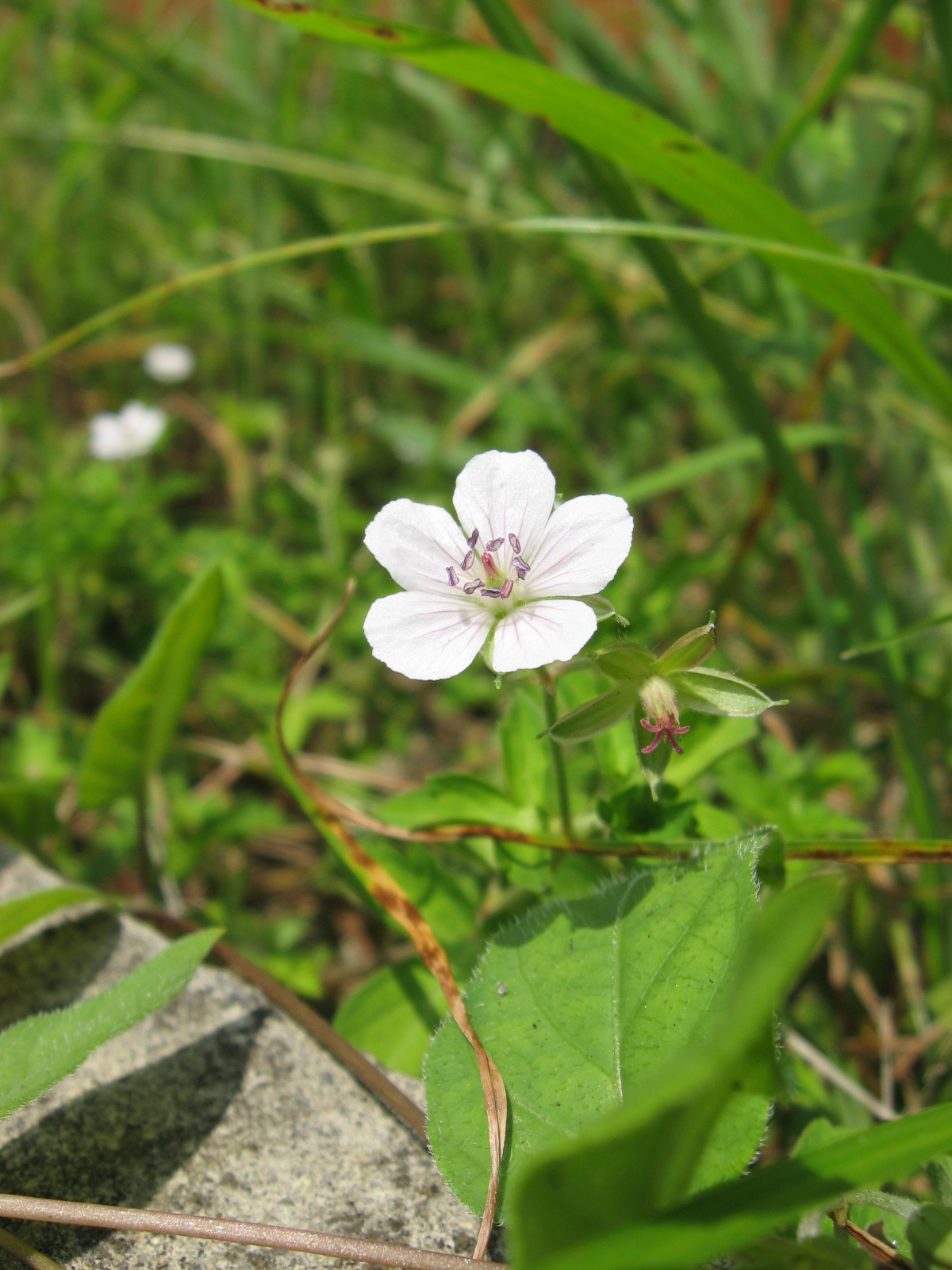
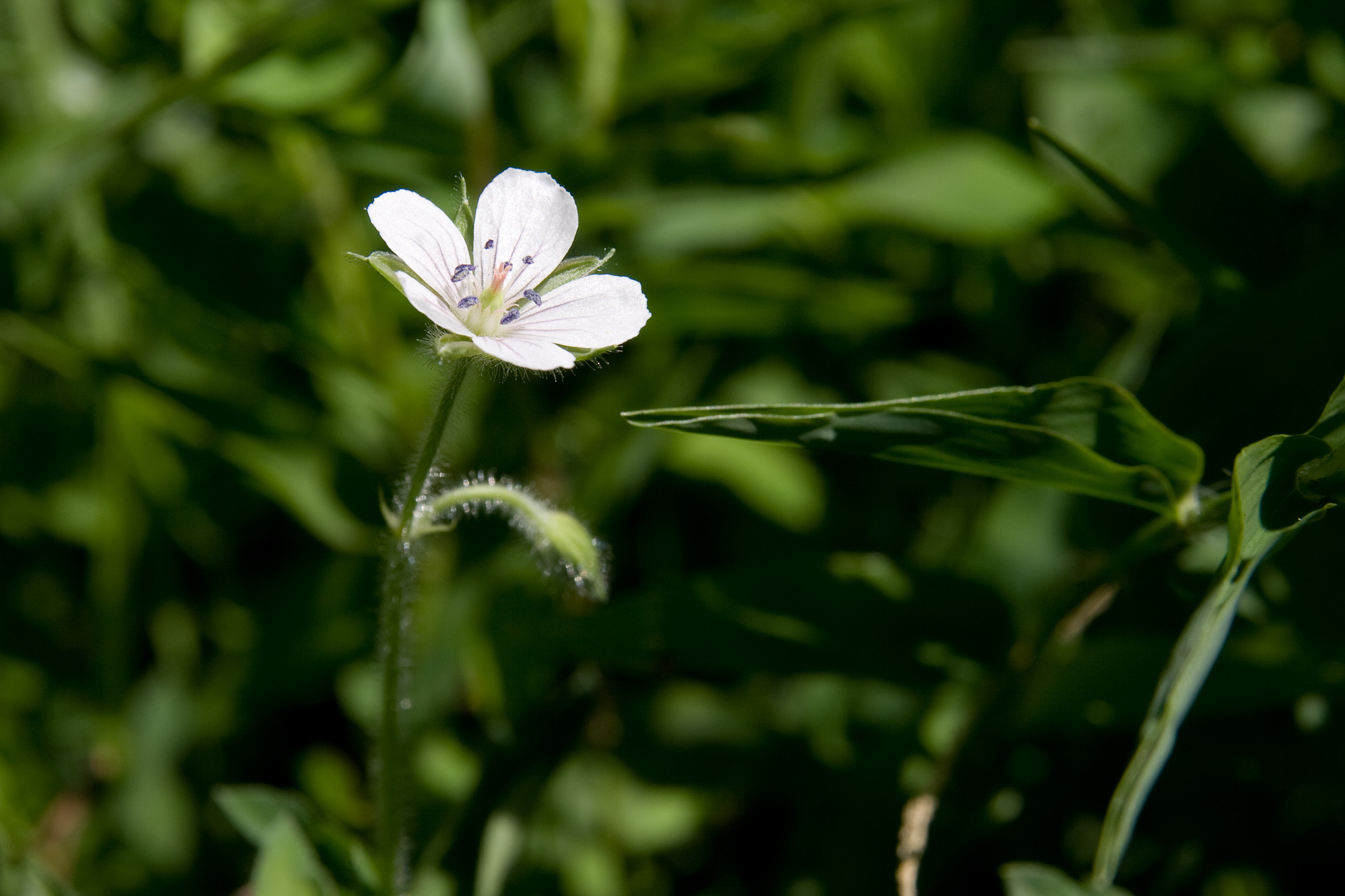
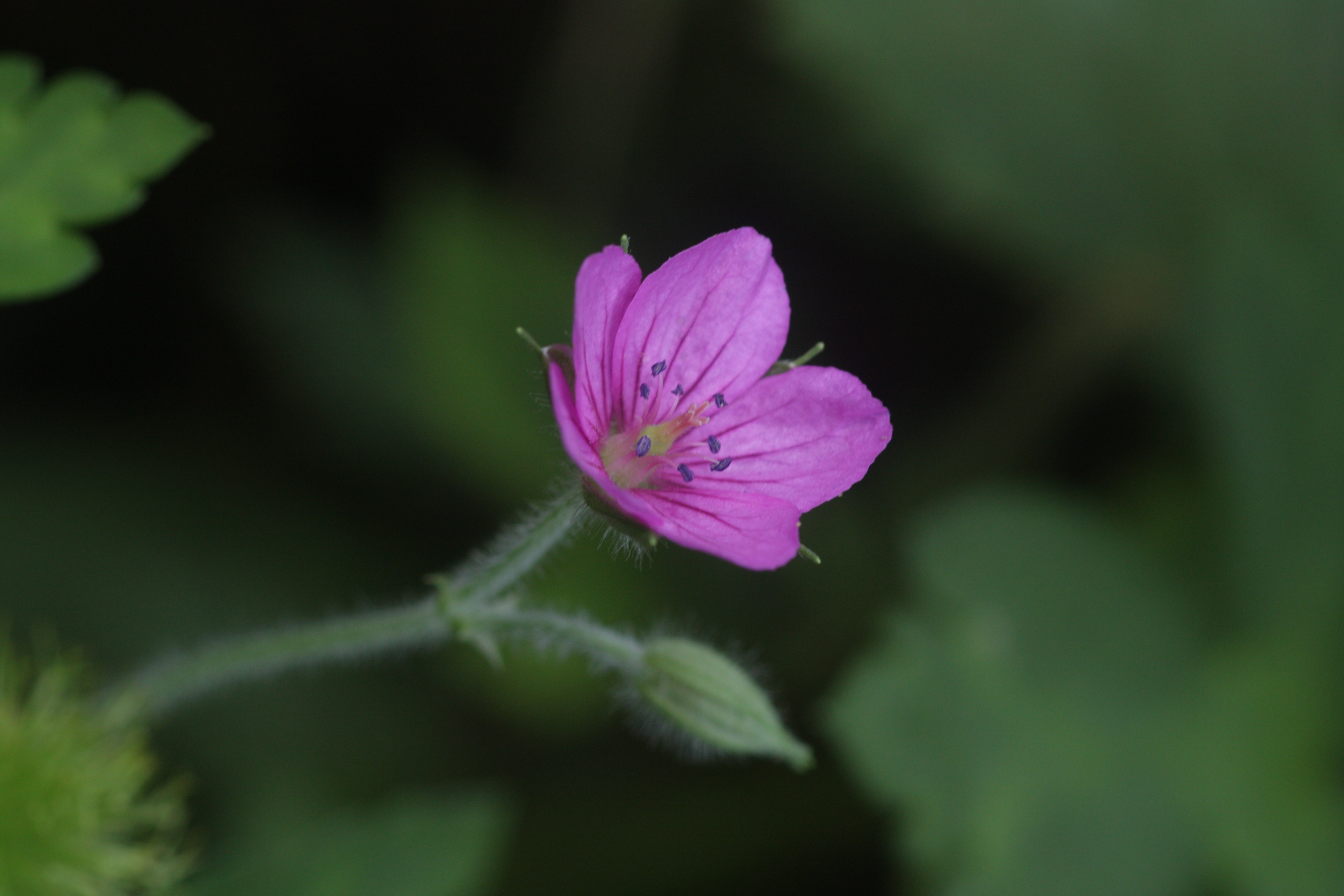